# Wendland-Lexikon
Das Wendland-Lexikon ist ein ab dem Jahr 2000 in zwei Bänden erschienenes Lexikon über das Wendland. Das mehr als 1000 Seiten umfassende Werk mit zahlreichen Illustrationen zählt zugleich zur Schriftenreihe des Heimatkundlichen Arbeitskreises Lüchow-Dannenberg und wurde über den in Lüchow sitzenden Verlag Köhring von Wolfgang Jürries herausgegeben und Berndt Wachter, den bereits zuvor 1998 verstorbenen Archäologen. Das landeskundliche Orts- und Regionallexikon für den Landkreis Lüchow-Dannenberg enthält Stichwörter zur Geschichte, Kultur, Tier- und Pflanzenwelt, zur Landschaft und zum Siedlungswesen sowie zur Wirtschaft, Bildung, Verwaltung und Politik. Biographien verstorbener Persönlichkeiten der Region wurden ebenso aufgenommen wie etwa ein zehn Seiten umfassender Artikel zum „Gorleben-Protest“. Längere Artikel behandeln beispielsweise den Naturschutz, vorgefundene Rundlinge, den Salzstock Gorleben-Rambow oder auch das Thema Slawen. Es beinhaltet auch Beschreibungen von archäologischen Fundstellen, Burg- und Schlossanlagen sowie historischen Gebieten.